# Joseph Dowler
Joseph Dowler (* 1. Februar 1879 in Rushden; † 13. Februar 1931 in London) war ein britischer Tauzieher.

## Erfolge
Joseph Dowler war Polizist und nahm an zwei Olympischen Spielen teil. Bei seinem Olympiadebüt 1908 in London trat er gemeinsam mit Walter Chaffe, Ernest Ebbage, Thomas Homewood, Alexander Munro, William Slade, Walter Tammas und James Woodget für die Metropolitan Police an. Die Mannschaft erreichte dank eines Freiloses das Halbfinale, in dem sie der City of London Police mit 0:2 unterlag. Da die schwedische Mannschaft nicht zum Duell um den dritten Platz antrat, sicherte sich die Metropolitan Police kampflos den Gewinn der Bronzemedaille.
Bei den Olympischen Spielen 1912 in Stockholm traten lediglich zwei Mannschaften an, nachdem sich von den ursprünglich fünf gemeldeten Mannschaften Österreich, Böhmen und Luxemburg vor dem Turnierbeginn zurückgezogen hatten. Die acht Schweden traten für die Stockholmspolisens an, aus der direkt im Anschluss der Spiele heraus der Stockholmspolisens IF gegründet wurde. Die britische Mannschaft bestand aus acht Vertretern der City of London Police. Mit 2:0 setzten sich die Schweden gegen die Briten durch, womit Dowler neben Walter Chaffe, Frederick Humphreys, Mathias Hynes, Edwin Mills, Alexander Munro, John Sewell und James Shepherd die Silbermedaille erhielt.
1926 beendete Dowler seine Polizeilaufbahn.